# Благовещенский собор (Нижний Новгород)
Собо́р Благове́щения Пресвято́й Богоро́дицы — православный храм в Благовещенском монастыре Нижнего Новгорода.
Согласно житийной литературе, первая одноимённая каменная церковь в монастыре была возведена в 1370 году митрополитом Алексием. Храм простоял до XVII века, когда из-за ветхости был разобран. На его месте в 1647—1649 годах возвели новый монументальный каменный собор. Строительство осуществляла артель каменщиков, под руководством Вельямина Черсткина.
Собор часто страдал от пожаров в XVIII веке, но восстанавливался в изначальном виде. В 1870-е годы был серьёзно перестроен под руководством академика архитектуры Льва Даля, с частичным возвратом изначальных архитектурных форм.
В советское время собор, как и вся обитель, был изъят у верующих. В храме размещались архив и овощехранилище. В 1980-х годах прошла масштабная реставрация здания, с возвращением собору изначального вида.
В 1990-х годах храм был возвращён Русской православной церкви.

## Церковь XIV века
По традиции основание Благовещенского монастыря продолжают относить ко времени основания Нижнего Новгорода в 1221 году, хотя в современных исследованиях отмечается, что это историографический миф, восходящий к XIX веку. В исторических документах Благовещенский монастырь начинают упоминать только со второй половины XIV столетия.
О постройке в монастыре каменной церкви сообщало Житие митрополита Алексия, согласно которому после основания Андроникова монастыря в Москве митрополит «шествие творя в Нижний Новоград и тамо церковь камену прекрасну воздвиже во имя… Богородица… Благовещения, и ту тако же всяческими добротами украсив и монастырь устроив». Возрождение обители митрополитом Алексием — историографический миф. Версия об основании монастыря митрополитом изначально сложилась в житийной литературе, прославляющей деяния этого святого и одновременно обосновывала новый митрополичий статус обители. Никаких достоверных сведений об участии митрополита Алексия в судьбе обители не обнаружено.
Предполагается, что каменный храм Благовещения Богородицы был построен в 1370 году, когда митрополит во время осады Москвы Ольгердом был в Нижнем Новгороде и там крестил сына князя Бориса Константиновича. За пять лет перед этим — в 1365 году — митрополит отнял Нижегородскую епископию у владыки Алексия. Постройка храма, по всей видимости, должна была упрочить престиж митрополичьей власти в Нижнем Новгороде и авторитет Благовещенского монастыря, выступавшего оплотом миссионерской деятельности в Поволжье. Также поездку Феофана Грека в Нижний Новгород после 1378 года связывают с поручением ему росписи митрополичьего храма.
Никаких следов древнего памятника обнаружить не удалось, хотя он простоял до XVII века. Единственный источник, по которому можно судить о внешнем виде церкви — изображение на створе киота хранившейся в монастыре иконы митрополита Алексия, изданное Макарием. Сам киот не сохранился и судить о времени его создания не представляется возможным, хотя характер избыточной декоративности и фантастичности изображённого храма указывает на более позднюю дату создания киота.
Архитектуровед и археолог Николай Воронин считал: если предположить, что иконописец сохранил в своём рисунке какие-то черты реально существовавшего храма, то, учитывая данные об архитектурных формах храмов XIV—XV, Благовещенская церковь имела значительную высоту, закомарное покрытие, второй ярус закомар или кокошников в основании барабана главы, членение фасадов по горизонтали узорчатыми поясами. В таком случае, построенный митрополитом храм следовал складывавшемуся тогда московскому архитектурному стилю.

## Собор XVII века

### Строительство храма
К началу XVII столетия Благовещенская церковь находилась в плохом состоянии. В Писцовой книге 1621 года сообщалось, что «на монастыре церковь Благовещение Пречиситые Богородицы каменная ветха». Замена церкви на новый соборный храм произошла только в середине века, что послужило началом формирования существующего архитектурного ансамбля монастыря, когда Вельямин Черсткин добился царской жалованной грамоты на беспошлинный провоз кирпича из Балахны. Железо для связи поставлялось из патриарших кладовых Московского Кремля.
Дореволюционные публикации датировали строительство собора 1647 или 1649 годами. Поздние монастырские описи XIX—XX века иногда называли 1647 год временем освящения престола храма. В Нижегородском летописце возведение собора относилось к 1648—1649 годам. Такой даты придерживался исследователь нижегородского зодчества Николай Филатов, установивший на основании документов, хранящихся в РГАДА, руководителя работ — «строителя» Вельямина Черсткина, и мастеров строительной артели — Данилу и Григория Тимофеевых. В 1690 году рядом с собором была возведена небольшая Сергиевская (Алексеевская) церковь.

### XVIII век
В XVIII веке собор неоднократно страдал от пожаров. Большой пожар 25 июня 1715 года опустошил значительную часть Нижнего Новгорода, в том числе и Благовещенский монастырь. Храм был отремонтирован к 1718 году. 18 октября 1722 года случился новый пожар, в котором пострадали все здания обители. В реестре сгоревшего имущества, составленного попом Стефаном, сообщалось, что у соборной церкви Благовещения обвалилась центральная, обшитая черепицей, глава, рассыпался прорезной железный крест, а на малых главах полностью сгорела кровля. Ремонтные работы в соборе проводили плотники пригородного села Гнилицы и нижегородские каменщики.
Сильный пожар 1767 года уничтожил металлические связи внутри собора, а галерея с северной стороны частично обвалилась. Разрыв связей привёл к наклону барабанов четырёх малых глав. Собор не использовался целое десятилетие, так как после секулярной реформы императрицы Екатерины II, лишившийся своих владений Благовещенский монастырь испытывал проблемы со средствами на строительство. Только в начале 1770-х годов начался ремонт храма, законченный в 1774 году. Обрушившаяся часть галереи была сложена заново в 1777 году. Одновременно началось восстановление интерьеров. Службы восстановились лишь в 1782 году.
Через несколько лет собор вновь требовал ремонта. Составленное губернским архитектором Яковом Ананьиным в 1785 году «описание ветхостей» свидетельствовало о необходимости замены кровли. Монастырские власти выискали деньги на ремонтные работы у наместнического правления. Последний ремонт храма в XVIII веке производился в 1789 году, когда ураганом сорвало крест с центральной главы.

### XIX век
С переводом в Нижний Новгород ярмарки из Макарьева выправилось экономическое положение монастыря, располагавшегося напротив ярмарочной территории и ставшего удобным местом для складирования товаров. Для этих целей использовались подвалы монастыря, в том числе подцерковье Благовещенского собора. Также увеличились купеческие вклады на погребение в стенах обители. Всё это позволило монахам вести новое крупное строительство: в стиле русского классицизма была выстроена Алексеевская церковь, перестроен архимандричий корпус. Был перестроен и главный собор обители: вместо западного крыльца возведён портик. В 1825—1826 годах галерея с западной стороны была продлена до паперти Сергиевской церкви.
В 1850—1860-х годах собор был украшен изнутри росписью. В 1870-е годы соликамским потомственным дворянином А. И. Дубровиным были профинансированы работы, существенно изменившие внешний вид храма. Николай Филатов называл их «первой в Нижнем Новгороде научно обоснованной реставрацией», проведённой под руководством академика архитектуры Льва Даля. Возвращение в ходе данных работ собору «первозданного вида» ставится под сомнение. Даль произвёл обмеры и составил чертёж «Фасад Благовещенского собора в Нижегородском Благовещенском монастыре, реставрированного в его прежнем виде», утверждённый 13 сентября 1872 года. Анализ проекта показывал, что в изначальном виде восстанавливалась только крыша храма.

### Советский период
В советский период Благовещенский монастырь был закрыт, здания были отданы под размещение различных организаций. В Благовещенском соборе были прекращены службы, его моленный зал использовался как архив, а подвал — как овощной склад. Убранство интерьера было уничтожено.
В 1960 году постановлением Совета Министров РСФСР собор был взят на охрану, как памятник архитектуры. К тому времени здание пришло в аварийное состояние. Предварительные реставрационные работы начались в 1961 году, когда Е. А. Окишев и В. Д. Пегов выполнили обмеры храма.
После смерча 3 июля 1974 года, нанёсшего ущерб ансамблю монастыря, были начаты противоаварийные мероприятия. Специалисты объединения «Союзреставрация» под руководством главного инженера В. Гончарова разработали проект укрепления конструкций собора. В 1981 году по верху стен был устроен железобетонный пояс, надёжно их связавший и разгрузивший своды от давления барабанов. Таким образом был предотвращён дальнейший наклон малых барабанов, от выравнивания которых было решено отказаться.
Специалистами «Союзреставрации» были проведены комплексные исследования собора, натурные и архивные, проводились и фиксировались зондажи и шурфы. Одновременно с инженерными велись и реставрационные работы. Автором проекта реставрации 1981 года выступил архитектор-реставратор Вячеслав Широков. Работы, за исключением интерьеров, были завершены в 1986 году.
После реставрации встал вопрос об использовании здания. Возможность восстановления богослужений даже не рассматривалась. Предполагалось устроить в соборе музей атеизма или концертный зал.

### Современный период
После распада СССР Благовещенский монастырь вместе с собором был возвращён православной церкви и в нём была возобновлена мужская обитель. После передачи здания храма монастырским властям, его облик снова стали искажать различными «поновлениями»: были остеклены арочные проёмы галереи, устроен непрезентабельного вида входной тамбур в подклет, в котором разместилась монастырская пекарня.

## Архитектура

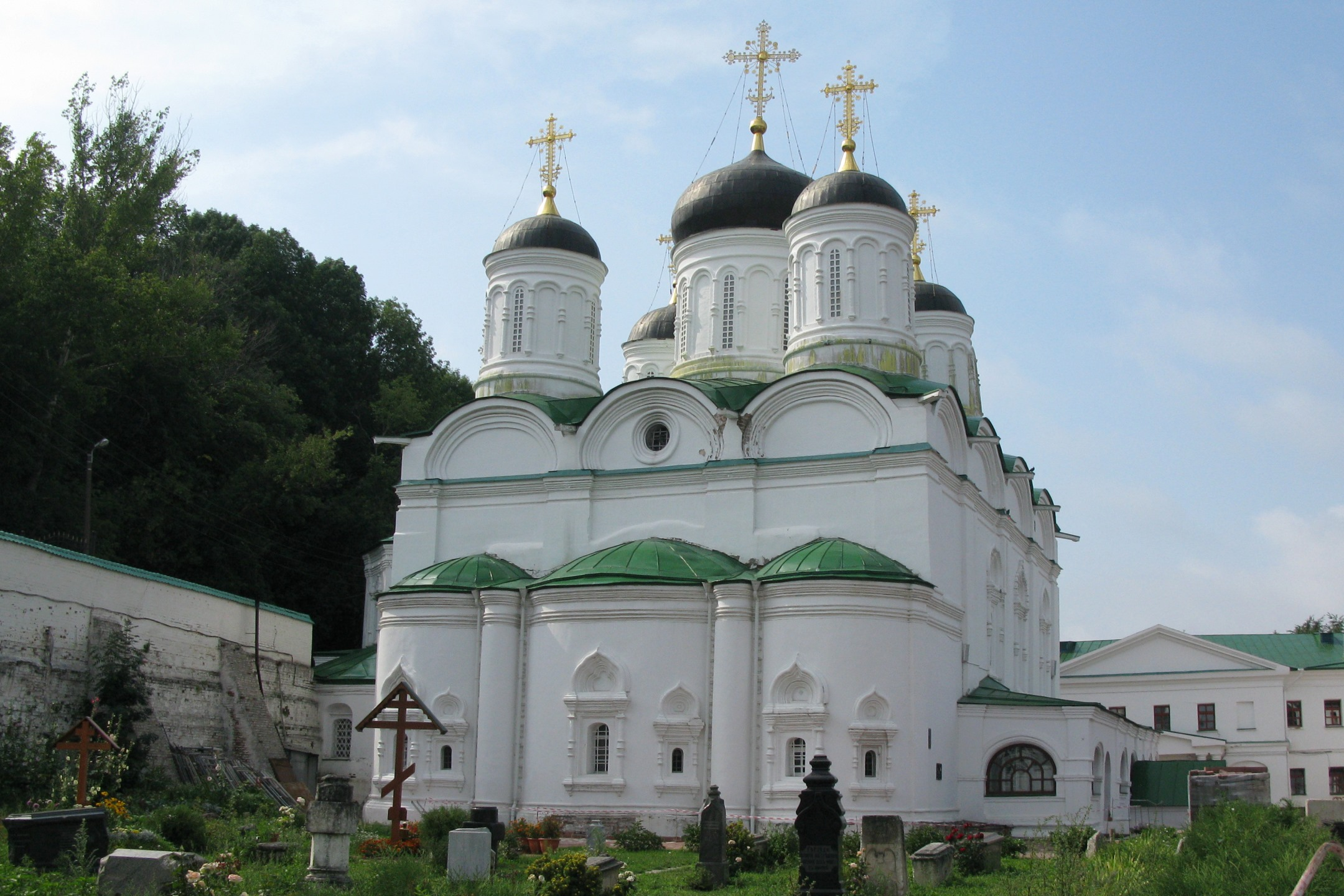
Восточный фасад собора

Благовещенский собор представляет собой монументальный четырёхстолпный пятиглавый храм, при этом свод между западной парой столпов и стеной в нём необычно расширен. Главы собора имеют строгий силуэт шлемовидной формы. На каждом фасаде имеется по три закруглённые бочкообразные закомары. С двух сторон нижняя часть храма окружена галереей, арочные проёмы которой изначально были открытыми. Среди нижегородских храмов Благовещенский собор представляет собой единственный памятник XVII века в котором была применена опоясывающая по низу галерея — характерная черта ярославских и костромских церквей Верхнего Поволжья.
Храм выполнен со многими, только ему присущими архитектурно-художественными и конструктивными особенностями. Возводился по типу шестистолпного, размерами 13,2×22,9 м, однако своды и главы храма поддерживают только четыре пилона. Западная пара столбов отсутствует, а образованное пространство в 114 м² перекрыто сомкнутым сводом с распалубками. Восточная стена по типу ярославских храмов поставлена на алтарные своды.
Главы изначально были разной формы: центральная — луковичной, четыре малых боковых — шлемовидной. Центральная глава собора была покрыта муравленой черепицей, боковые — белым железом. Покрытие церковных глав поливной черепицей имело большое распространение в нижегородской архитектуре, так как центром её производства являлась расположенная поблизости Балахна. Особенностью собора являлось то, что такое покрытие имела только центральная глава, а малые боковые главы были покрыты белым железом, закомары — тесовой кровлей. Сама шлемовидная форма глав была уже архаичной для времени возведения храма.
Закомары выполнены с трёхцентровым очертанием, отсылающим к бочечным кровлям древнерусских построек. Под зданием располагалось подцерковье (склад) с двумя входами, в который въезжали на телегах по пандусу с северной стороны. Открытые в стороны паперти внутри имели фресковую роспись, западный и северный входы — бочечные кровли. Бочкообразное завершение крылец-всходов было характерным приёмом как для церковной, так и для гражданской русской архитектуры XVII века.
В начале XIX века в архитектуру храма были внесены детали в духе русского классицизма. В 1819 году западное крыльцо было заменено колонным портиком, перекликавшимся с аналогичным оформлением входа в настоятельские покои, однако резко контрастировавшим с общим обликом собора. Строительные работы были выполнены удельным крестьянином каменщиком Иваном Ивановым.

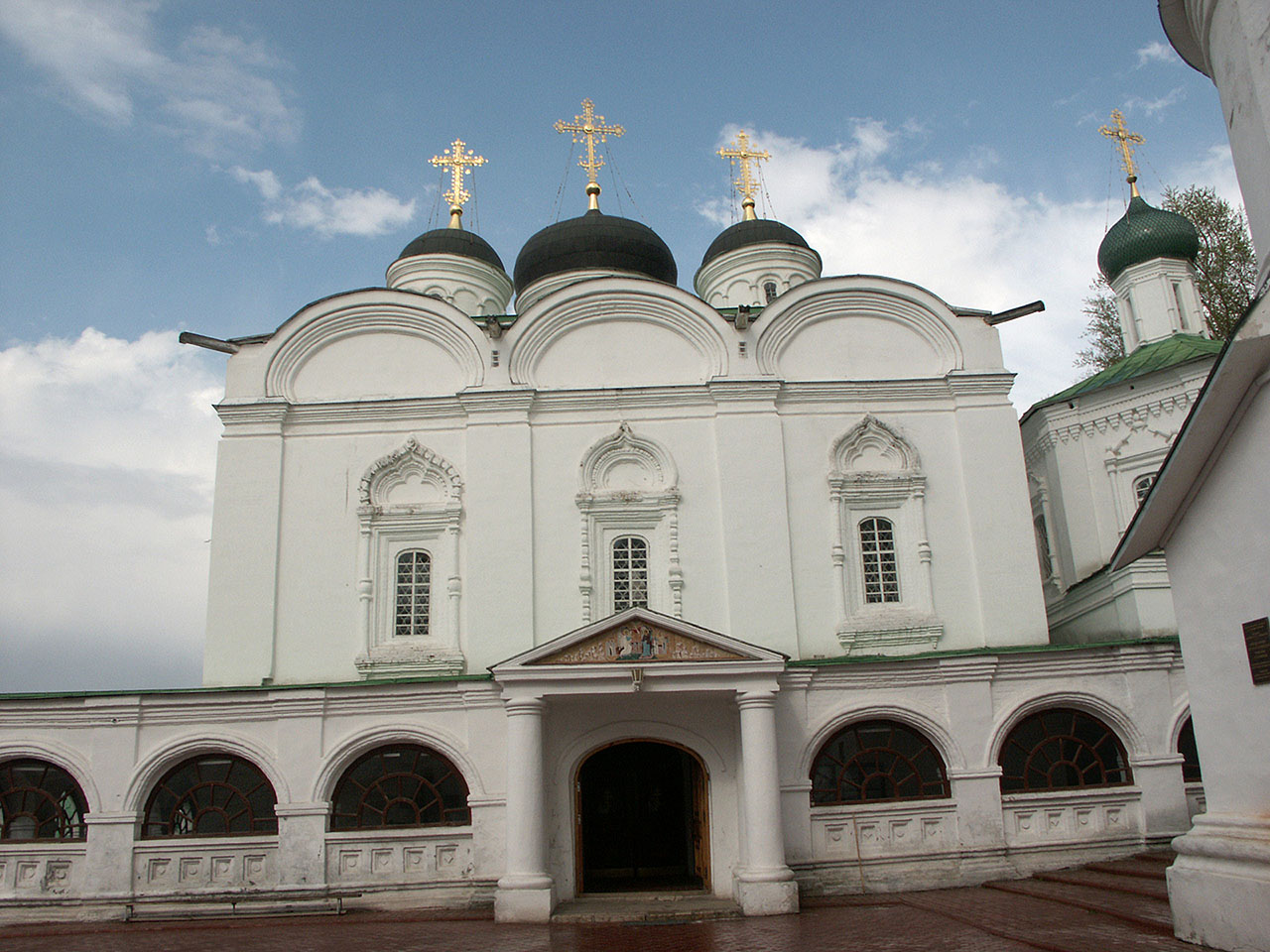
Западный фасад собора с колонным портиком

Проводившиеся в 1870-х годах под руководством Льва Даля работы по перестройке храма также внесли значительные изменения в его архитектуру. Скатная крыша, вероятно устроенная в 1820-х годах, была заменена на изначальную позакомарную. Хотя Лев Даль и утверждал в статье для журнала «Зодчий», что окна храма, судя по их внешнему декору были, по всей видимости, растёсаны при устройстве стеклянных и слюдяных заполнений, в проекте перестройки он ещё больше увеличил световые проёмы, устранив старинные лучковые перемычки и придав окнам прямоугольную форму. В результате перестройки и иных переделок — позолоте крестов и глав, вставке рам в арочные проёмы галереи и витражей в окна, росписей в закомарах и на стенах галереи, раскраске наличников, устройства входного тамбура в подцерковье — собор приобрёл, по словам археолога Андрея Титова, «невежественное благоукрашение».
В ходе реставрационных работ 1980-х годов были удалены пристрои XIX—XX века, раскрыты арочные галереи, восстановлена первоначальная форма окон, а поздние окна заложены, также было отреставрировано богатое декоративное оформление входных порталов и оконных наличников, сохранён поздний классицистический портик западного входа. Храм вновь получил железное покрытие кровли, а главы обиты медью. Выявленный культурный слой, достигший двух метров и покрывший подклет храма, удалить не удалось из-за коммуникаций.

### Галерея
Опись собора 1718 года свидетельствовала, что галерея имелась с двух сторон храма. Натурные исследования в ходе реставрации советского времени установили, что она существовала также с юга, при этом выстроена была позже основного объёма, когда декоративная отделка фасадов была уже завершена. Своды галереи врезались в порталы, нарушая их декор, а крыша перекрывала низ наличников окон. По всей видимости, наличие галереи всё же было изначально предусмотрено зодчими. Историк русской архитектуры Павел Рапоппорт объяснял такой строительный приём следующим образом: русские мастера в Средние века, завершая работы на каждом объекте, завершали всю его наружную декоративную отделку, при этом зная, что тотчас же, либо в следующий строительный сезон, они перекроют отделку примыкающей галереей. По мнению исследователя, в этом крылась своя логика, кажущаяся нерациональной современному человеку, по которой даже скрытые части фасадов было необходимо полностью украсить декором.
Часть галереи с южной стороны была сломана в связи со строительством Сергиевской (Алексеевской) церкви в 1690 году. Также по документам XVIII века известно, что южный вход в собор не использовался по назначению и был заложен кирпичом. Уже изначально галерея изнутри была украшена росписями, уничтоженными в пожаре 1722 года, однако позже они были возобновлены. В 1825—1826 годах галерея с западной стороны была продлена до паперти Сергиевской церкви, соединив два храма.

### Интерьер
Поскольку Благовещенский собор являлся главным храмом обители, его интерьер отличался богатым убранством, с позолоченным резным иконостасом, росписью стен внутри храма и на галерее. Помимо этого, в храме находились монастырская ризница и библиотека с ценными рукописями и книгами. Первоначально иконостас собора наполняло множество древних, убранных драгоценными камнями и жемчугом образов, в числе которых: Богоматерь с предстоящими (993 год, греческий изограф Симеон), образ Алексия Митрополита «в житии» (XIV век) и другие.
После пожара 1767 года в соборе в 1777—1781 годах установили новый резной иконостас из липы, работы вязниковского посадского человека Алексея Угримова. Подряд на позолоту взяли крестьяне Холуйской слободы Пётр Кособрюхов и Матфей Хитин, хотя в поздних источниках значилось, что позолоту иконостаса выполнил сторож Архангельского собора в Нижегородском кремле Дмитрий Иванов.
В 1820 году иконописец из Палеха П. П. Корин на старых двенадцати досках написал новые изображения.
В 1850—1860-е годы собор был украшен изнутри новой росписью стен, а иконостас вновь позолочен и украшен серебряными ризами. Работы осуществлялись на средства московского купца Борисова и соликамского дворянина А. И. Дубровина.